# Oxid barnatý
Oxid barnatý (BaO) je oxidem barya, kde je baryum v oxidačním stavu II. Je to anhydrid hydroxidu barnatého.

## Použití
Oxid barnatý se používá jako chemický generátor kyslíku (používá se například v dopravních letadlech – poskytuje kyslík v nouzových situacích (pokles tlaku v prostoru pro cestující)). Funguje na bázi katalytického rozkladu chlorečnanu sodného. Jako katalyzátor se obvykle používá železný prášek. Při rozkladu vzniká také menší množství chloru, to se odstraňuje oxidem barnatým.
Používá se také jako přísada při výrobě skla pro speciální účely, např. při výrobě flintového nebo křišťálového skla.